# Chinks and Chickens
Chinks and Chickens è un cortometraggio muto del 1915 diretto da Charles Ransom.

## Produzione
Il film fu prodotto dalla Edison Company.

## Distribuzione
Distribuito dalla General Film Company, il film - un cortometraggio in una bobina - uscì nelle sale cinematografiche degli Stati Uniti il 19 maggio 1915.